# NGC 506
NGC 506 – gwiazda o jasności 14,9m znajdująca się w gwiazdozbiorze Ryb. Na niebie widoczna w pobliżu galaktyki NGC 507. Skatalogował ją Lawrence Parsons 7 listopada 1874 roku, błędnie sądząc, że to obiekt typu „mgławicowego”.